# Балка Корнієва
Балка Корнієва — балка (річка) в Україні у Кальміуському районі Донецької області. Ліва притока річки Кальміусу (басейн Азовського моря).

## Опис
Довжина балки приблизно 5,02 км, найкоротша відстань між витоком і гирлом — 4,70  км, коефіцієнт звивистості річки — 1,07 . Формується декількома балками та загатами.

## Розташування
Бере початок на північно-східній околиці села Нова Мар'ївка. Тече переважно на північний захід і у селі Гранітне впадає у річку Кальміус.

## Цікаві факти
- На лівому березі балки на південній стороні на віддстані приблизно 1,29 км пролягає автошлях Т 0512[3] (автомобільний шлях територіального значення у Донецькій області. Пролягає територією Волноваського та Кальміуського районів через Волноваху — Андріївку — Мирне — Бойківське. Загальна довжина — 50,7 км.).
- У XX столітті на балці існували водокачка, молочно-тваринна ферма (МТФ) та газова свердловина[4].